# Sam Heughan

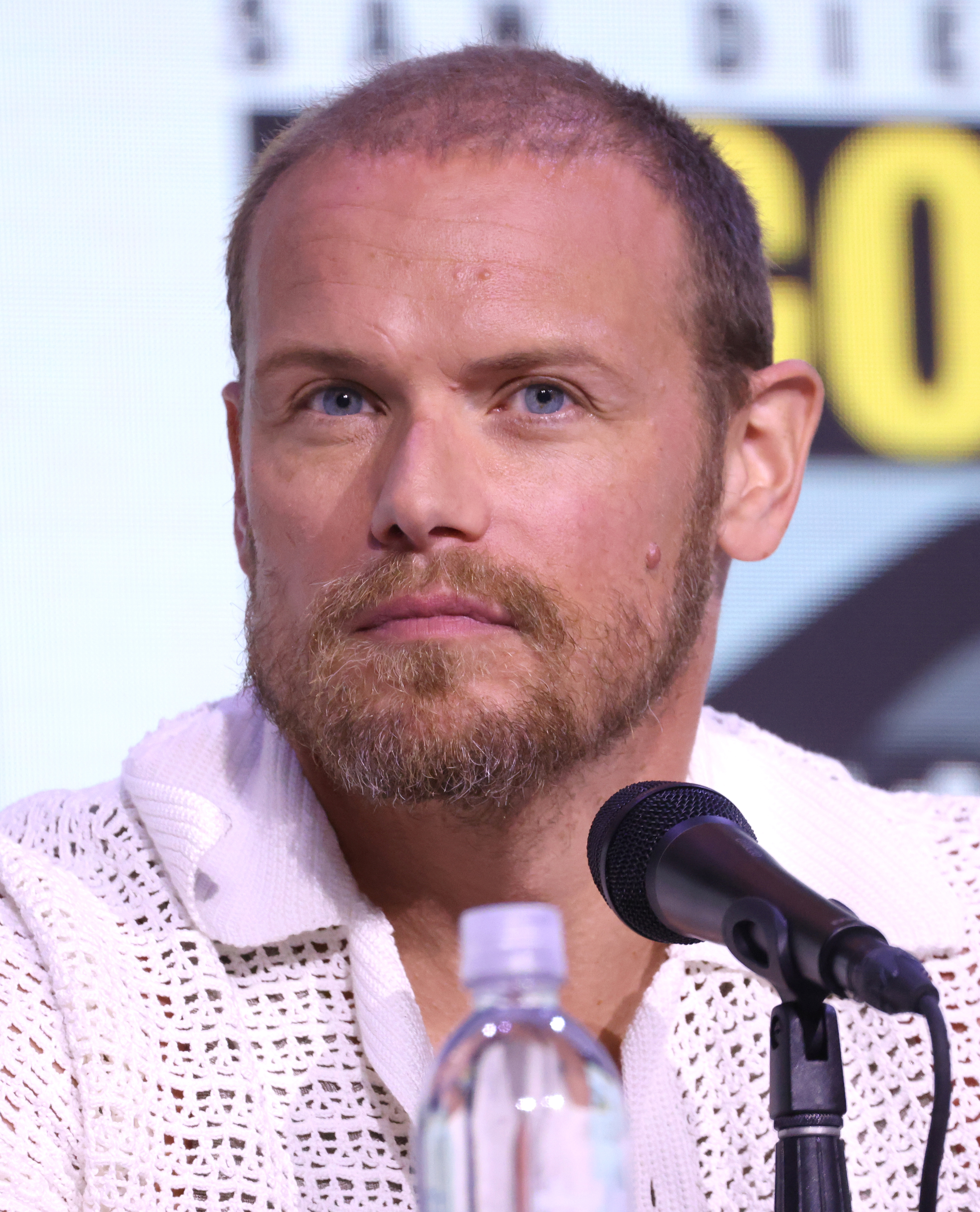
Sam Heughan (2025)

Sam Heughan (* 30. April 1980 in New Galloway, Dumfries and Galloway, Schottland) ist ein schottischer Schauspieler und Filmproduzent.

## Leben
Heughan studierte an der Royal Scottish Academy of Music and Drama (heute: Royal Conservatoire of Scotland) in Glasgow.
Im deutschsprachigen Raum ist er vor allem für seine Rolle als Prinz Ashton in dem Film Eine Prinzessin zu Weihnachten bekannt. In der beliebten Highland-Serie Outlander spielt er seit 2014 die männliche Hauptrolle des Jamie Fraser an der Seite von Caitríona Balfe.

## Filmografie (Auswahl)
- 2001: Small Moments (Kurzfilm)
- 2004: Island at War (Minifernsehserie, fünf Folgen)
- 2005: River City (Fernsehserie, drei Folgen)
- 2006: The Wild West (Minifernsehserie, eine Folge)
- 2007: Party Animals (Fernsehserie, zwei Folgen)
- 2007: A Very British Sex Scandal (Fernsehfilm)
- 2007: Rebus (Fernsehserie, eine Folge)
- 2007: Inspector Barnaby – Ein Sarg aus China (Midsomer Murders – King’s Crystal, Fernsehreihe)
- 2009: Breaking the Mould (Fernsehfilm)
- 2009: Doctors (Fernsehserie, 21 Folgen)
- 2010: First Light (Fernsehfilm)
- 2010: Any Human Heart (Fernsehserie, eine Folge)
- 2010: Young Alexander the Great
- 2011: Eine Prinzessin zu Weihnachten (A Princess for Christmas, Fernsehfilm)
- 2014: Heart of Lightness
- 2014: Emulsion
- seit 2014: Outlander (Fernsehserie)
- 2018: Bad Spies (The Spy Who Dumped Me)
- 2020: Bloodshot
- 2021–2023: Men in Kilts – Die Schotten kommen (Men in Kilts: A Roadtrip with Sam and Graham, Dokumentarserie, zwölf Folgen)
- 2021: To Olivia
- 2021: S.A.S. Red Notice (SAS: Red Notice)
- 2022: Suspect (Fernsehserie, acht Folgen)
- 2023: Love Again
- 2023: The Couple Next Door (Miniseries, sechs Folgen)

## Auszeichnungen
BAFTA Scotland Award
- 2016: Nominierung in der Kategorie Bester TV-Darsteller für Outlander
- 2022: Auszeichnung mit dem Publikumspreis für Outlander[2]

People’s Choice Award
- 2016: Nominierung in der Kategorie Beliebtester Sci-Fi/Fantasy-TV-Darsteller für Outlander
- 2017: Auszeichnung in der Kategorie Beliebtester Sci-Fi/Fantasy-TV-Darsteller für Outlander

Satellite Award
- 2018: Nominierung in der Kategorie Bester Darsteller in einer Serie – Drama für Outlander

Saturn Award
- 2015: Nominierung in der Kategorie Bester TV-Nebendarsteller für Outlander
- 2016: Nominierung in der Kategorie Bester TV-Hauptdarsteller für Outlander
- 2017: Nominierung in der Kategorie Bester TV-Hauptdarsteller für Outlander
- 2018: Nominierung in der Kategorie Bester TV-Hauptdarsteller für Outlander
- 2019: Auszeichnung in der Kategorie Bester TV-Hauptdarsteller für Outlander
- 2021: Nominierung in der Kategorie Bester TV-Hauptdarsteller für Outlander
- 2022: Nominierung in der Kategorie Bester TV-Hauptdarsteller für Outlander
- 2024: Nominierung in der Kategorie Bester TV-Hauptdarsteller für Outlander